# Сорока
Соро́ка, или обыкновенная сорока, или европейская сорока (лат. Pica pica) — птица семейства врановых из рода сорок. Выделяют 6 подвидов: многие подвиды сороки современными учёными рассматриваются в качестве отдельных видов, либо включены в другие подвиды.

## Распространение

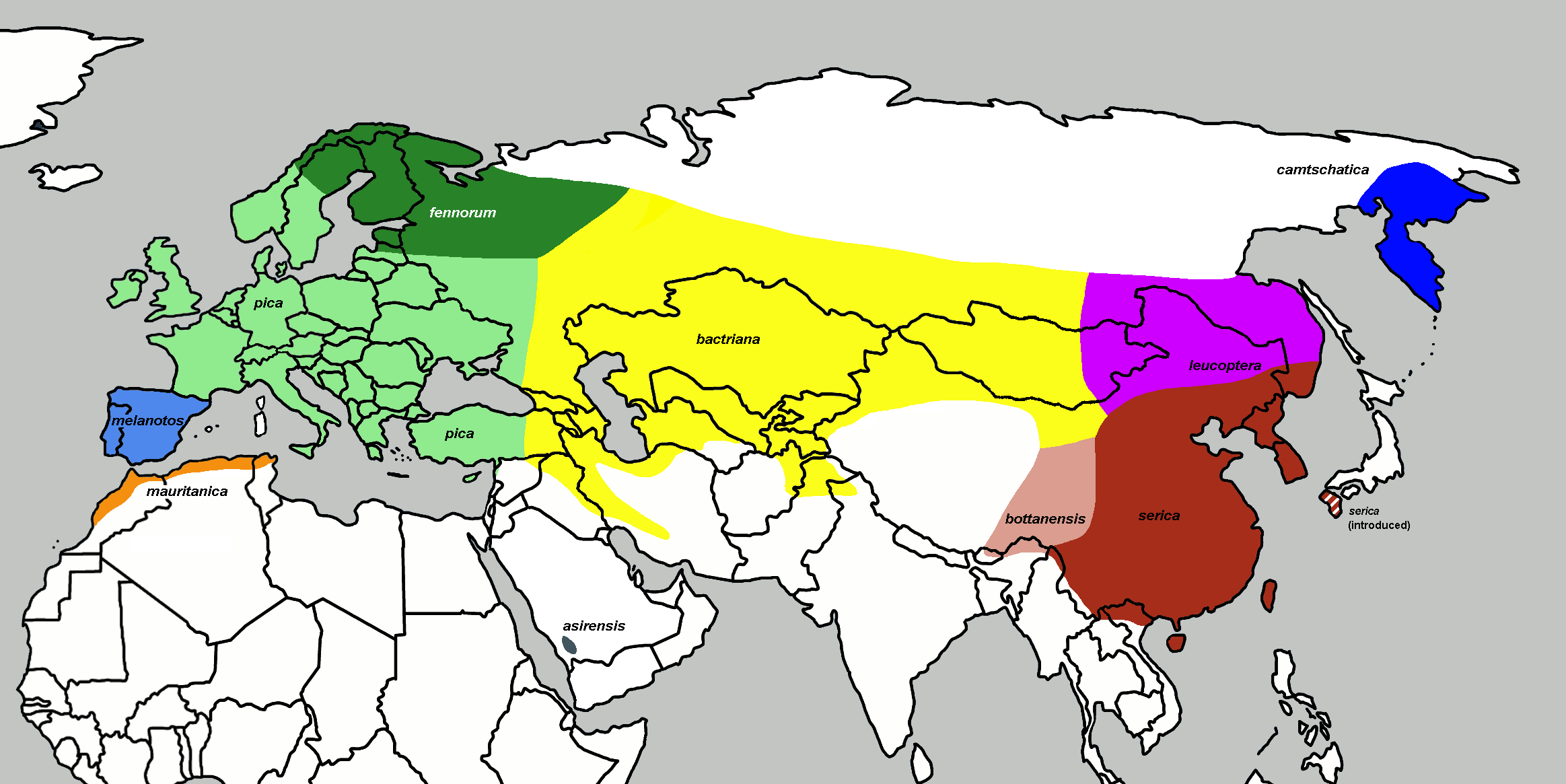
Распространение разных подвидов сороки:
светло-зелёный — Pica p. pica,
тёмно-зелёный — P. p. fennorum,
темно-серый — P. p. asirensis,
жёлтый — P. p. bactriana,
розовый — P. p. bottanensis,
светло-коричневый — P. p. hemileucoptera,
синий — P. p. kamtschatica,
лиловый — P. p. leucoptera,
оранжевый — P. p. mauritanica,
голубой — P. p. melanotos,
тёмно-красный — P. p. serica.

Сороки населяют всю Европу от Нордкапа в Скандинавии до южных оконечностей Испании и Греции. Она отсутствует только на нескольких островах Средиземного моря. Также населяет части прибрежных областей Марокко, Алжира, Туниса на севере Африки. Сорока — это оседлая птица, но в Скандинавии также и перелётная.
С востока Европы сорока распространена примерно до 65° северной широты, с Ближнего Востока её ареал простирается на Турцию и части Ирана почти до побережья Персидского залива. На Дальнем Востоке северная граница распространения отступает на юг до Японского моря примерно вплоть до 50° северной широты. В Азии сорока заселяет области до Северного Вьетнама, также северо-запад Монголии. Изолированная популяция находится на полуострове Камчатка. Кроме того, маленькая популяция охраняется на северо-западе острова Кюсю как памятник природы.
Черноклювые сороки, обитающие в Северной Америке на западной половине континента от Аляски до Нижней Калифорнии включительно, ранее рассматривались как подвид данного вида, однако сейчас постулируется их видовой статус.

## Строение и особенности

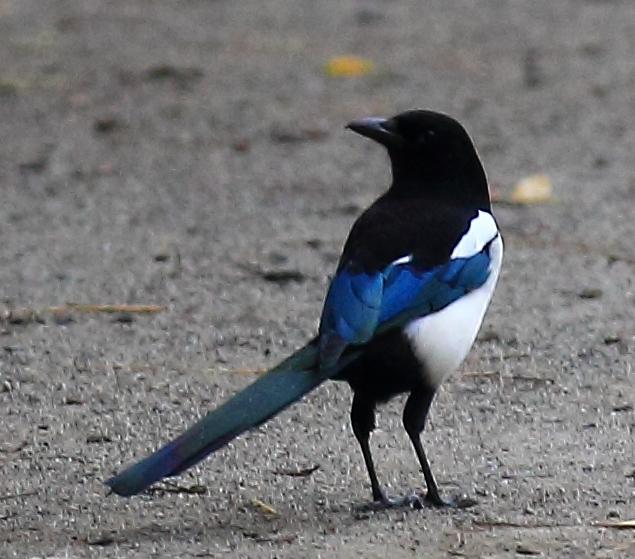
Оперение сороки отливает синим и зелёным

Благодаря характерному чёрно-белому оперению и необычно длинному хвосту сорока неповторима и легко узнаваема (на неё, однако, очень похожа сорочья танагра). Голова, шея, грудь и спина чёрные с фиолетовым или синевато-зелёным металлическим отливом, живот и плечи белые (отсюда и фольклорное «сорока-белобока»). Также часто белы и концы крыльев. Длинный хвост (длиннее тела) и крылья — чёрного окраса.
Чёрное оперение имеет металлический блеск. Перья хвоста и внешняя сторона маховых перьев сверкают вблизи в зависимости от освещения металлическим зелёным, синим или фиолетовым цветом. Весной цвета становятся слабее и хуже определяются. На концах крыльев они почти совсем пропадают. Труднее всего определить цвет в начале лета, в частности, у самцов, спустя некоторое время после линьки. Самцы и самки внешне не отличаются друг от друга, хотя самцы несколько тяжелее — в среднем 233 г, а самки — в среднем 203 г. Сороки могут достигать длины примерно 51 см, размах крыльев составляет 52-62 см.
Молодые сороки окрашены так же, как и старые, различия очень незначительны: хвост матовый и короче, внешние перья плеча часто не чисто белые, а серого оттенка, белые области на внутренней стороне крыльев не такие, как на внешней, как у взрослых сорок. Синий блеск есть только в средней области крыльев. Крайнее бедное крыло несёт почти всегда белое пятно, иногда также вторую или третье следующее перо. Годовалые сороки начинают линять несколько раньше взрослых. Они меняют всё оперение. В Европе годовалые и взрослые птицы начинают линять с июня, самостоятельные птицы не раньше, чем с июля, самое позднее — в конце августа.

### Передвижение

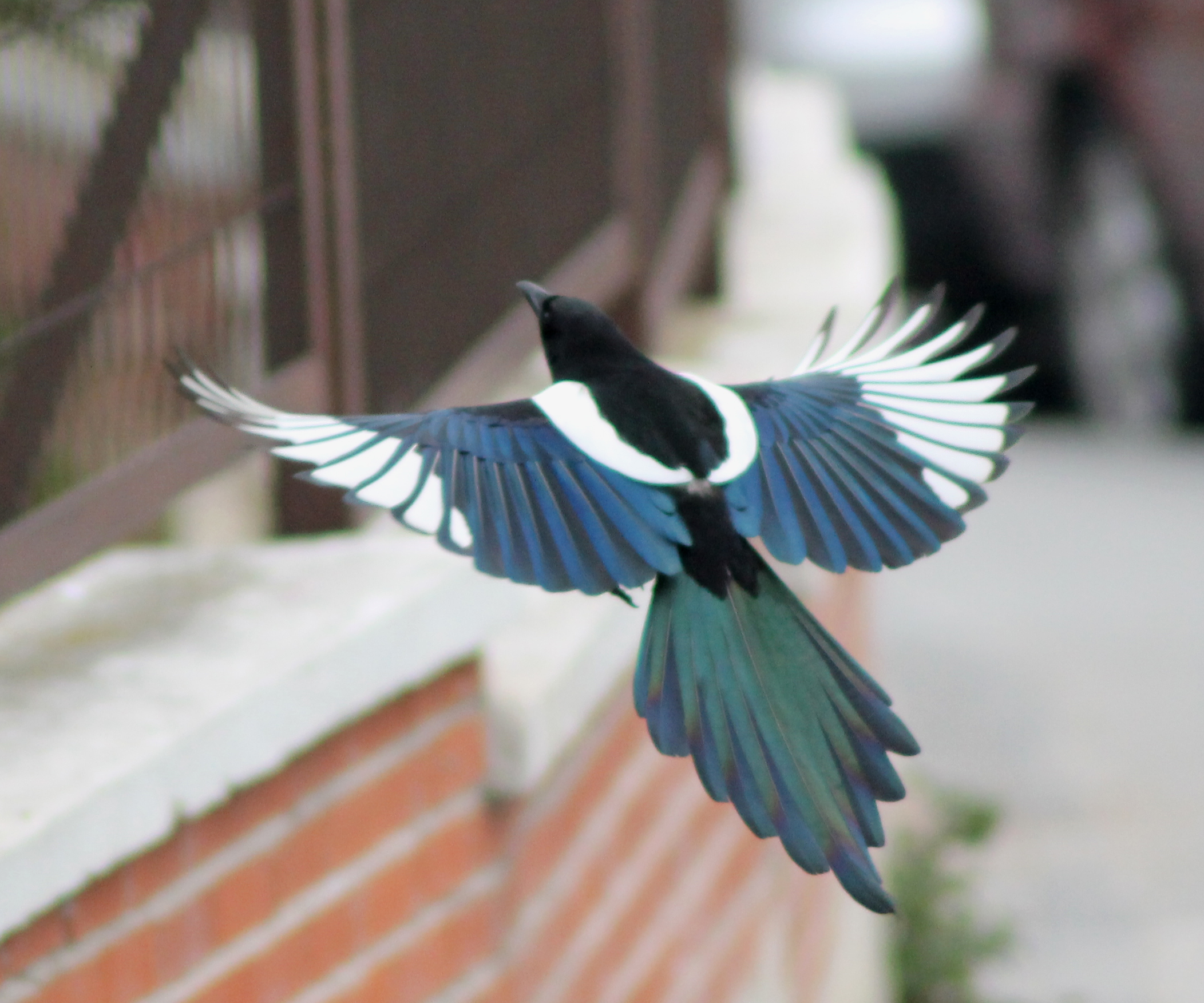
Сорока в полёте

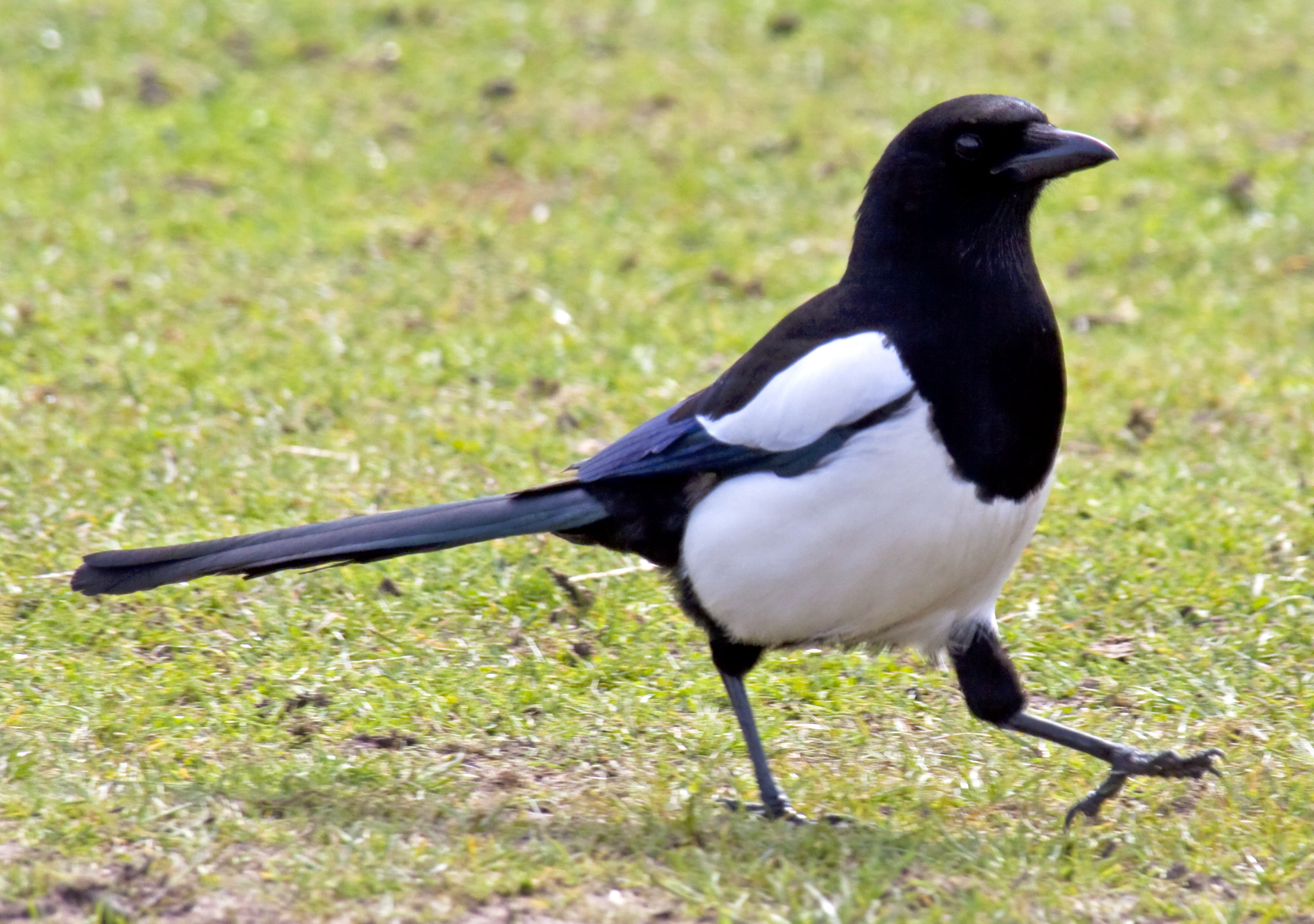
Сорока шагает

По земле сорока передвигается чаще всего прыжками, однако, может и ходить характерной для врановых походкой. Очень умело она перемещается в кроне деревьев. Полёт сороки — волнообразный планирующий.

### Голос
Сорока часто подаёт голос, издавая характерные громкие стрекочущие звуки — переговариваясь друг с другом или заметив опасность. Чаще всего сорока издаёт стрёкот из более или менее быстро следующих друг за другом рядов призыва с несколько каркающим «шэк шэк шэк». Schäckern — это предостерегающий крик и звуковой сигнал тревоги и служит защите округа. Невысиживающие сороки употребляют его, только если угрожает опасность. Возбуждение птиц особенно велико, если стрёкот быстрый и отрубленный. При медленном стрёкоте сороки останавливаются, однако при быстром — улетают.
Для привлечения партнёра сороки используют тихое пение, очень сильно варьирующееся в зависимости от времени и особи. Оно может быть как ритмичным, так и аритмичным, часто в нём сочетаются мягкие звуки трели и высокие дудки. Отдельные птицы имитируют других животных. Тем не менее, в большинстве случаев пение состоит из бурлящего, утробного болтания. Для обозначения своей территории сороки издают крики «киа», «кьяя» или «кик», находясь при этом высоко в кроне дерева у ствола. Птенцы в гнезде просят высоким дребезжащим «пиррь». Трёх- четырёхнедельные молодые птицы отмечаются старым птицам двусложным призывом, звучащим «йшийак», «чьюк» или «чьюк-юк», который похож на призыв самки.
Часто сорока издает также длинные крики «чакр», «чирк», «чиррл» или «чара». В зависимости от интонации (мягко, жестко, долго, коротко) у этого призыва есть различные значения. Носовые и растянутые крики сороки могут звучать как «грэх».
Глютц фон Блётцайм пишет, что свободно живущие сороки имитируют голоса других видов птиц, однако очевидно, что это не твёрдое правило; автор выражается очень осторожно: «Некоторые особи устанавливают также подачи звуковых сигналов, которые звучат как имитации (например, […] певчего дрозда, стрёкот саранчи)».

## Интеллект
Сорока считается одной из самых умных птиц. У сорок были обнаружены тщательно продуманные социальные ритуалы, включая, возможно, выражение печали.
Сорока — единственная известная на данный момент птица, способная узнать себя в зеркале, в отличие, например, от попугая, который воспринимает собственное отражение как другого попугая.

## Образ жизни

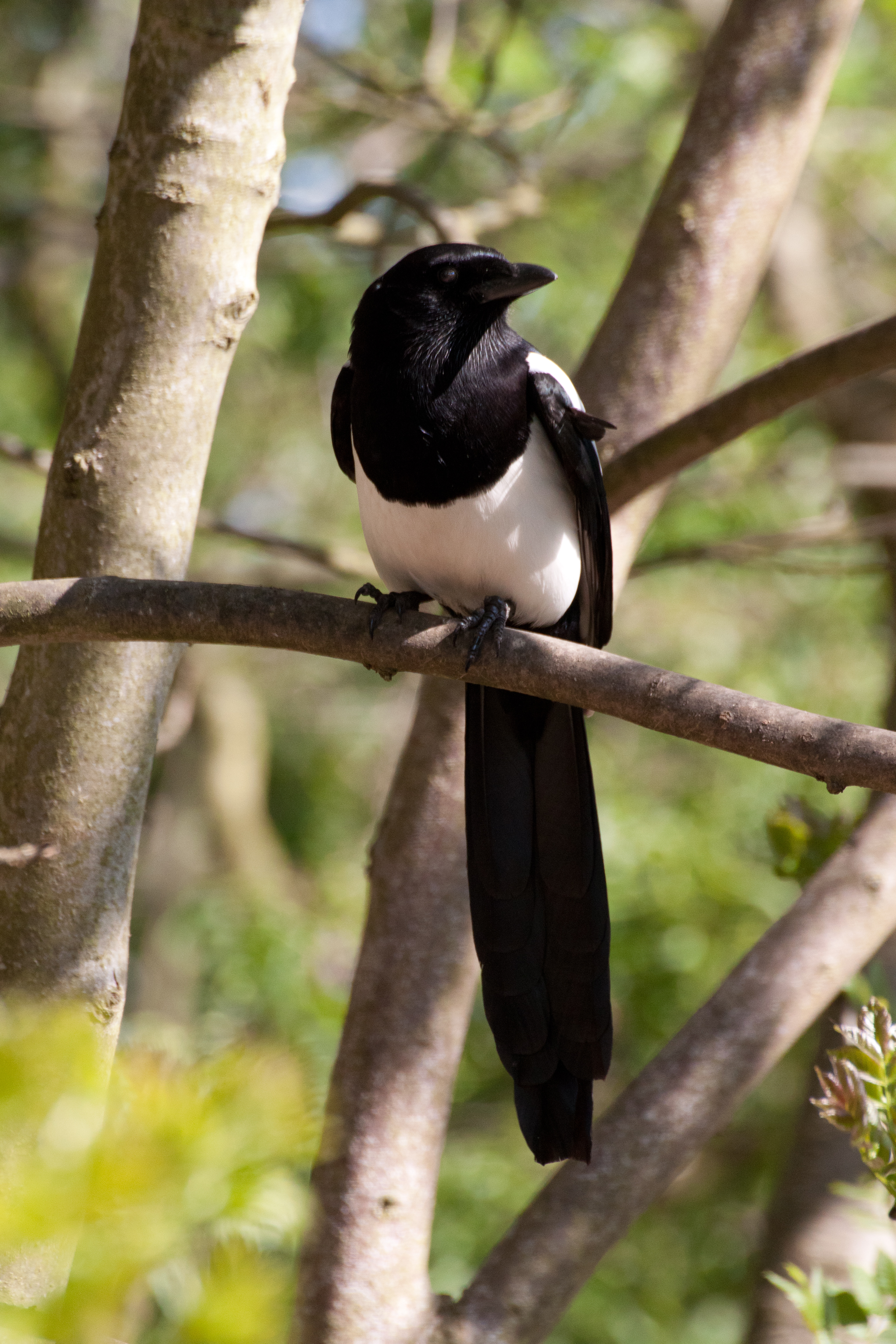
Сорока на ветке

Обыкновенные сороки являются оседлыми птицами. Они обитают в небольших лесах, в парках, садах, рощах, перелесках, часто неподалёку от человеческого жилья. Избегают густого леса. Сороки — парные птицы. Партнёра выбирают на первом году жизни, первое спаривание происходит на втором году жизни, а следующей весной пара начинает строить гнездо и пытается завести потомство. Часто их можно видеть стайкой от двух до пяти птиц, перелетающих с дерева на дерево с громким стрекотаньем. Чаще всего это взрослая пара со своими птенцами-слетками. Пары отважно защищают свою территорию от других сорок.
Беспокойный стрёкот сороки, которая обнаружила в лесу охотника, будет воспринят не только другими птицами, но и волком, медведем и другими животными.

### Питание
Сорока — всеядная птица, так как питается животным и растительным кормом. Как и у большинство врановых, в рацион сорок входят мелкие млекопитающие, ящерицы, насекомые и даже падаль. Сороки часто разоряют птичьи гнёзда, таская яйца и птенцов. Живущие по соседству с человеком сороки не боятся украсть какую-нибудь пищу у него и даже у собак. Земледельцы и садоводы недолюбливают сорок, поскольку они склёвывают зёрна и семена на полях, ягоды и мелкие фрукты в садах.
Весной сороки обследуют кустарники, молодые рощи в поисках гнёзд других птиц, яйца и птенцы которых — их любимая пища. Не брезгуют также и мелкими грызунами. Своим мощным клювом сороки выкапывают из земли личинок насекомых и разбивают скорлупу птичьих яиц.
Если добыча слишком крупная, то сорока, придерживая её одной лапой, клювом отрывает куски. Наиболее важное место в её кормовом рационе занимают насекомые.

### Размножение

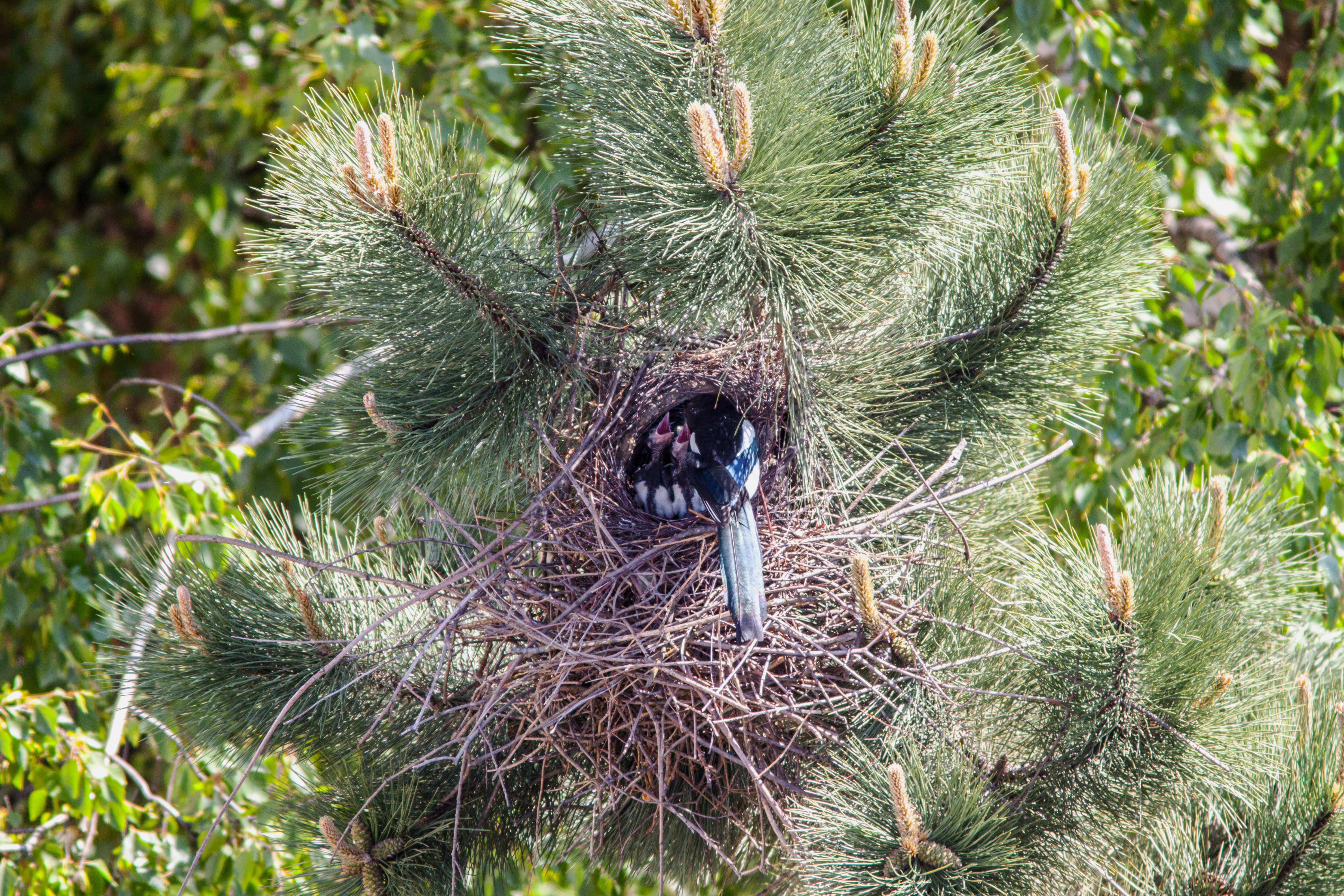
Сорочье гнездо

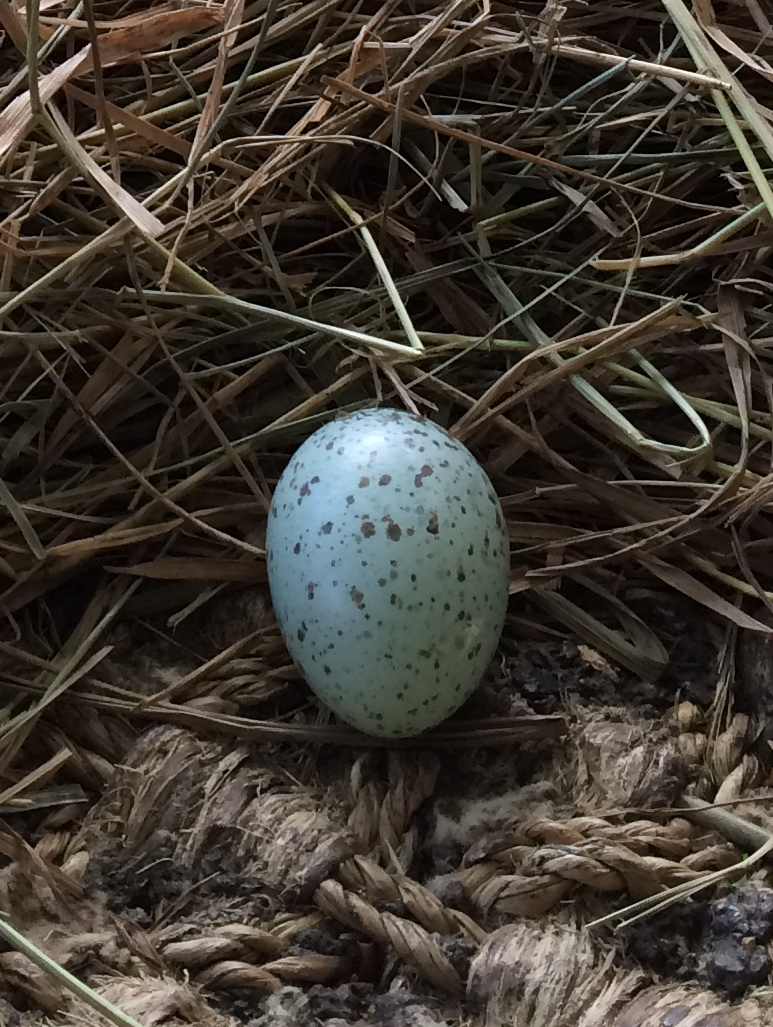
Сорочье яйцо в гнезде

Сороки строят несколько гнёзд, из которых занимают лишь одно. Гнездо сороки шарообразной формы, построено из сухих веточек и прутиков, с боковым входом. Самка откладывает 5—8 яиц в апреле, после чего высиживает их в течение 17—18 суток.

## В культуре
В китайской культуре сорока — символ счастья, птица, приносящая людям радость. В китайском языке существует фразеологизм, дословно «свидание на сорочьем мосту» (кит. упр. 鹊桥相会, пиньинь quèqiáo xiānghuì, палл. цюэцяо сянхуэй), который означает свидание супругов или влюблённых после долгой разлуки. Своим происхождением он обязан романтичной китайской легенде о Пастухе и Ткачихе, являющейся фольклорной основой «сорочьего праздника».
В русской и европейской культуре к сороке относятся скорее негативно. Она связывается с образом говорливой, ворчливой женщины или сплетницы, что отражается во фразеологизме «сорока на хвосте принесла». Считается, что сороки неравнодушны к блестящим вещам, которые часто тащат в свое гнездо. Поэтому птица получила прозвище «сорока-воровка». Некоторые исследователи ставят под сомнение особый интерес сорок к блестящим предметам («Нет абсолютно никаких свидетельств тому, что люди когда-либо находили блестящие предметы в сорочьих гнездах» — британский эколог Тим Беркхед, 10 лет изучавший поведение сорок). Вороватость птицы обусловила появление устойчивого сравнения «Красть (воровать, тянуть, тащить) как сорока» — неодобрительное о чьём-либо частом (и обычно мелком) воровстве, вороватости.
В латыни название сороки — pica — тоже стало обозначением болтливой женщины. Образным названием болтуна стали слова, обозначающие сороку во многих европейских языках: англ. magpie, итал. gazza, рум. tarcă, нем. Elster, исп. urraca. В шведском языке skata употребляется «пренебрежительно о женщине» — «nedsät-tande om kvinna». Во многих европейских языках существуют выражения со значением «Трещать как сорока (о болтовне)»: франц. jacasser comme une pie, il a un vin de pie (он — пьяный — болтлив как сорока), англ. chatter like a magpie, нем. wie eine Elster schwatzen, исп. hablar mas que una urraca (говорить больше, чем сорока). Сербы говорят: брбљати као сврака, поляки: paplać (trajkotać) jak sroka «Трещать как сорока», чехи — klevetit jako straka («Клеветать как сорока»). У немцев есть выражение etwas der Elster auf den Schwanz binden — «Пустить сплетню» (буквально «привязать сороке к хвосту»).